# Nocturne (Siouxsie and the Banshees)
Nocturne è un doppio album dal vivo del gruppo musicale inglese Siouxsie and the Banshees, pubblicato il 25 novembre 1983.

## Il disco
I Banshees, con la collaborazione alla chitarra di Robert Smith dei The Cure, pubblicano il loro primo doppio album dal vivo, testimonianza dei due concerti tenuti alla Royal Albert Hall di Londra il 30 settembre e 1º ottobre 1983. La scaletta presenta molti brani dal recente A Kiss in the Dreamhouse, ma anche curiosità o pezzi poco noti come le b-side Pulled to Bits e Eve White/Eve Black. È inclusa anche una versione di Dear Prudence dei Beatles, di cui i Banshees avevano registrato e pubblicato una versione in studio come singolo all'inizio di quell'anno.
Con lo stesso titolo viene fatto uscire anche un video degli stessi concerti, in cui l'inquietante e provocatoria Siouxsie Sioux, assurta a vera e propria icona del movimento dark, dà sfoggio del proprio carisma sul palco, fra trucco pesante, capelli corvini, pose minacciose e urla angoscianti. I fan e i cultori la adorano, gli altri rimangono perplessi. Si tratta comunque di un indirizzo stilistico da cui il gruppo si è già parzialmente allontanato con A Kiss in the Dreamhouse e che abbandonerà di lì a poco, per arrivare a suoni più ricercati e interessanti.
L'album raggiunse la posizione n. 29 delle classifiche britanniche.
Nel 2006 è stata distribuita la versione in DVD. I bonus includono uno speciale dalla trasmissione TV Play at Home del 1983, il video di Dear Prudence ed esibizioni da The Old Grey Whistle Test.

## Contesto
I Banshees avevano già suonato dal vivo con Smith alla chitarra nel settembre e ottobre 1979, quando lui e la sua band The Cure erano di supporto al tour dei Banshees. Da quel momento era nata un'amicizia tra i membri dei due gruppi. Alla fine del 1982, quando il chitarrista John McGeoch lasciò la band prima di A Kiss in the Dreamhouse Tour, Steven Severin chiese a Smith di unirsi alla band per il tour. Con l'uscita nel settembre 1983 del singolo Dear Prudence, Smith divenne un membro ufficiale dei Banshees; poche settimane più tardi, registrarono a Londra questo album live Nocturne.

## Accoglienza
Nocturne è stato retrospettivamente osannato dalla critica. AllMusic ha detto l'album "serve come un eccellente, senza fronzoli, introduzione alla musica della band per i neofiti, mentre i fan del gruppo potranno apprezzare gli ermetici, grintosi, spettacoli essenziali", che descrive anche come "eccellenti". Nel 2013 l'album è stato incluso nella lista di The Quietus tra i 40 album live preferiti dai suoi redattori.

## Tracce
Testi e musiche di Siouxsie and the Banshees, tranne ove indicato.

### LP
Lato A
1. Israel - 6:45
2. Dear Prudence - 3:55 (Lennon, McCartney)
3. Paradise Place - 4:28
4. Melt! - 3:48

Lato B
1. Cascade - 4:35
2. Pulled to Bits - 4:03
3. Night Shift - 6:27
4. Sin in My Heart - 3:31

Lato C
1. Slowdive - 4:18
2. Painted Bird - 3:56
3. Happy House - 4:39
4. Switch - 6:35

Lato D
1. Spellbound - 4:31
2. Helter Skelter - 3:42 (Lennon, McCartney)
3. Eve White/Eve Black - 2:48
4. Voodoo Dolly - 8:42

### VHS, laserdisc e DVD
1. Israel – 6:40
2. Cascade – 4:28
3. Melt! – 3:38
4. Pulled to Bits – 3:42
5. Night Shift – 6:08
6. Sin in My Heart – 3:31
7. Painted Bird – 3:51
8. Switch – 6:29
9. Eve White/Eve Black – 2:52
10. Voodoo Dolly – 8:58
11. Spellbound – 3:41
12. Helter Skelter – 4:12

Bonus DVD

## Formazione
- Siouxsie Sioux - voce, chitarra in "Sin in My Heart" e "Paradise Place"
- Robert Smith - chitarra elettrica e acustica, tastiere
- Steven Severin - basso, tastiere
- Budgie - batteria, percussioni